# ジョシュ・キング
ジョシュア・デビッド・スティーブン・キング（Joshua David Steven King, 2007年1月3日 - ）は、イングランドのロンドン南西部キングストン・アポン・テムズ区出身のプロサッカー選手。プレミアリーグのフラムFC所属。ポジションはミッドフィールダー。

## 経歴
2015年からフラムFCのユースアカデミーに所属。2024年1月に最初のプロ契約を結んだ。
2024年8月27日、EFLカップのバーミンガム・シティFC戦に途中出場してトップチームデビュー。12月5日のブライトン・アンド・ホーヴ・アルビオンFC戦に途中出場し、プレミアリーグの公式戦に初出場した。22日のサウサンプトンFC戦でプレミアリーグの公式戦初先発出場を果たした。
2025年7月17日、フラムと2029年6月30日までの契約延長に合意した。

## 代表歴
2022年から世代別のイングランド代表に選出されている。